# Новая Гребля (Прилукский район)
Но́вая Гре́бля (укр. Нова Гребля) — село в Прилукском районе Черниговской области Украины. Население — 41 человек. Занимает площадь 0,48 км². Расположено на реке Удай при впадении её притока Ставка (Без названия).
Код КОАТУУ: 7424185801. Почтовый индекс: 17586. Телефонный код: +380 4637.

## География
Расстояние до районного центра:Прилуки : (19 км.),  до областного центра:Чернигов ( 145 км. ), до столицы:Киев ( 139 км. ).  Ближайшие населенные пункты: Мокляки и Мохновка 1 км, Макеевка 2 км, Кроты 3 км.

## Власть
Орган местного самоуправления — Новогребельский сельский совет. Почтовый адрес: 17586, Черниговская обл., Прилукский р-н, с. Новая Гребля, ул. Канакина, 27.